# Михайлівка (Харківський район)
Миха́йлівка —  село в Україні, у Харківському районі Харківської області. Населення становить 12 осіб. Орган місцевого самоврядування — Циркунівська сільська рада.

## Населення

### Мова
Розподіл населення за рідною мовою за даними перепису 2001 року:
| Мова       | Відсоток |
| ---------- | -------- |
| українська | 91,67%   |
| російська  | 8,33%    |

## Географія
Село Михайлівка знаходиться у одного з витоків річки В'ялий, нижче за течією на відстані 1 км розташоване село Українське. Поруч проходить автомобільна дорога Т 2104. Навколо села кілька масивів садових ділянок.